# 델타 센터
델타 센터(영어: Delta Center)는 미국 유타주 솔트레이크시티에 위치한 실내 경기장이다. 현재 NBA 유타 재즈와 NHL 유타 매머드의 홈경기장으로, G 리그 솔트레이크시티 스타스의 제2 홈경기장의 홈경기장으로 사용하고 있으며, 과거 IHL 유타 그리즐리스와 WNBA 유타 스타즈의 홈경기장으로 사용했다.
2023년 7월 1일 다시 델타 센터(Delta Center)로 경기장 변경되었다.
| NBA 올스타전 개최 경기장 |                  |           |
| 1992년                   | 1993년 델타 센터 | 1994년    |
| 올랜도 아레나            | 1993년 델타 센터 | 타깃 센터 |
|                          |                  |           |
|                          |                  |           |

| NBA 올스타전 개최 경기장 |                               |                       |
| 2022년                   | 2023년 비빈트 스마트홈 아레나 | 2024년                |
| 로키 모기지 필드하우스   | 2023년 비빈트 스마트홈 아레나 | 게인브리지 필드하우스 |
|                          |                               |                       |
|                          |                               |                       |